# Gangster Gallery
Gangster Gallery (Originaltitel: Mobsters: A Rogues Gallery) ist eine US-amerikanische Krimi-Dokureihe über berüchtigte Gangster in den USA.

## Handlung
Die Serie dokumentiert die rücksichtslosesten und berüchtigtsten Figuren in der Geschichte des organisierten Verbrechens in Amerika.

## Episodenliste
| Nr. | Deutscher Titel        | Originaltitel    | Erstausstrahlung USA | Deutschsprachige Erstausstrahlung (D) | Drehbuch        |
| --- | ---------------------- | ---------------- | -------------------- | ------------------------------------- | --------------- |
| 1   | Ben „Bugsy“ Siegel     | Bugsy Siegel     | 1998                 | 26. Juli 2001                         |                 |
| 2   | Charly „Lucky“ Luciano | Lucky Luciano    | 1998                 | 2. Aug. 2001                          | David Leaf      |
| 3   | John Dillinger         | John Dillinger   | 1998                 | 9. Aug. 2001                          | Bruce Bailey    |
| 4   | Bonnie und Clyde       | Bonnie und Clyde | 1998                 | 16. Aug. 2001                         |                 |
| 5   | Al Capone              | Al Capone        | 1998                 | 23. Aug. 2001                         | Kevin McCarey   |
| 6   | Mickey Cohen           | Mickey Cohen     | 1998                 | 30. Aug. 2001                         |                 |
| 7   | Dutch Schultz          | Dutch Schultz    | 1998                 | 6. Sep. 2001                          | Stewart Schill  |
| 8   | Meyer Lansky           | Meyer Lansky     | 1998                 | 13. Sep. 2001                         | Ken Wiederhorn  |
| 9   | Sam Giancana           | Sam Giancana     | 1998                 | 20. Sep. 2001                         | Susan F. Walker |
| 10  | Der amerikanische Mob  | The American Mob | 1998                 | 27. Sep. 2001                         |                 |